# Municipio 6 (Mailand)
Der Municipio 6 (etwa: „6. Stadtbezirk“) ist einer der 9 Stadtbezirke der norditalienischen Großstadt Mailand.
Zum Municipio gehören unter anderem die Stadtteile Arzaga, Barona, Cascina Bianca, Creta, Giambellino, Lorenteggio, Moncucco, Porta Genova, Ronchetto sul Naviglio und Sant’Ambrogio.